# مالک کوسا
مالک کوسا (عربی: مالك كوسا؛ زادهٔ ۱۶ اوت ۱۹۷۱) بازیکن فوتبال اهل سوریه بود.
وی همچنین در تیم‌های ملی فوتبال زیر ۲۰ سال سوریه و سوریه بازی کرده‌است.